# 1371 Resi
1371 Resi (1935 QJ) là một tiểu hành tinh nằm phía ngoài của vành đai chính được phát hiện ngày 31 tháng 8 năm 1935 bởi K. Reinmuth ở Heidelberg.